# Иваноф Беј (Аљаска)
Иваноф Беј (енгл. Ivanof Bay) насељено је место без административног статуса у америчкој савезној држави Аљаска.

## Демографија
По попису из 2010. године број становника је 7, што је 15 (-68,2%) становника мање него 2000. године.
| Група             | 2000.    | 2010.    |
| Белци             | 1 (4,5%) | 0 (0,0%) |
| Афроамериканци    | 0 (0,0%) | 0 (0,0%) |
| Азијати           | 0 (0,0%) | 0 (0,0%) |
| Хиспаноамериканци | 0 (0,0%) | 0 (0,0%) |
| Укупно            | 22       | 7        |